# Държавно устройство на Кралство Нидерландия
Политиката на Нидерландия се упражнява в рамките на парламентарна представителна демокрация и конституционна монархия, където министър-председателят е председател на Министерския съвет, и в плуралистична многопартийна система с около 15 партии, участващи в общонационалните избори. Изпълнителната власт се упражнява от правителството. Законодателната власт е в ръцете на 2-те камари no парламента, наричани заедно Генерални щати (Staten-Generaal). Правосъдието е независимо от изпълнителната и законодателната власт. За Нидерландия е характерна нейната консенсуална политическа система.

## Конституция
Нидерландия има конституция от 1815 г., но първата конституция на Нидерландия (тогава наричана Батавска република) е съставена през 1798 г. Въвеждането на министърска отговорност през 1848 г. обикновено се смята за най-важната промяна в конституцията. То слага край на абсолютната власт на краля Вилем II Нидерландски и създава система за парламентарно управление. Йохан Торбеке помага за съставянето на тази нова конституция.
През 1917 г. се въвежда всеобщо избирателно право за мъжете, а през 1919 г. — и за жените. Последната голяма промяна на конституцията е през 1983 г., а последните малки промени — през 2002 г. Конституцията изброява основните граждански и социални права на нидерландските граждани и описва работата на институциите, описани по-долу.
Трябва да се отбележи, че Уставът на кралството е равнопоставен с конституцията, защото описва федеративната политическа система, която се състои от европейската част на Нидерландия, Аруба и Нидерландски Антили. Освен това нидерландската конституция явно отнема правото на съдиите да тълкуват закони по отношение на тяхната конституционност. От друга страна, международните договори имат върховна сила над нидерландското законодателство, дори и над конституцията, и съдиите в повечето случаи имат право да съпоставят законите с тях.
За да се измени конституцията, предложените промени първо трябва да се одобрят както от Първата, така и от Втроата камара на Генералните щати с обикновено мнозинство (половината плюс един гласове). След това парламентът трябва да се разпусне и да се проведат общи избори. След това предложените промени в конституцията се обсъждат повторно в двете камари, като този път се нуждаят от мнозинство от 2/3 в двете камари, за да бъдат одобрени. Това се прави, за да се даде на избирателите възможност да си изразят мнението по въпроса.

## Политически институции
Политическата система в Нидерландия се характеризира от няколко основни институции, описани по-долу.

### Монархия
Нидерландия е независима монархия от 16 март 1815 г. Оттогава се управлява от членове на Оранско-Насауската династия.
Настоящата монархия е основана първоначално през 1813 г., когато французите са прогонени и тогавашният Орански принц е обявен за суверенен принц на Нидерландия (състояла се от някои северни провинции). Новата монархия е ратифицирана през 1815 г. Виенския конгрес като част от преразпределението на Европа след падането на Наполеон Бонапарт, като е ратифициран и нейният статут на кралство. На Оранско-Насауската династия са дадени днешна Нидерландия, както и Белгия, за да ги управляват като Обединено кралство Нидерландия. От 1815 до 1890 г. кралят на Нидерландия е също и велик херцог на Люксембург.
Според конституцията монархът все още има значителна власт – той трябва да подписва всеки закон и има влиятелна роля във формирането на правителство, защото той назначава (ин)форматьора и кабинета.
Понастоящем монарх е крал Вилем-Александър Нидерландски. Престолонаследник е принцеса Катерина-Амалия (р. 7 декември 2003), негова дъщеря.

### Кабинет
Правителството на Нидерландия според конституцията се състои от кралицата и министрите от кабинета. Ролята на кралицата е ограничена до формирането на правителство и тя не се намесва активно в ежедневните процеси на вземане на решения. Министите заедно образуват Министерския съвет. Този изпълнителен орган провежда законите и политиката. Той се среща всеки петък в залата Trêveszaal в Биненхоф. Въпреки че повечето министри оглавяват министерства, от 1939 г. е възможно да се назначават министри без портфейл.
Кабинетът се състои от всички министри и младшите министри, наречени „държавни секретари“ (staatssecretaris). Държавните секретари получават част от отговорностите на министър. Те посещават събрания на Министерския съвет само, ако съветът ги покани във връзка с даден специфичен въпрос.
Министерският съвет взема решения чрез колегиално управление. Всички министри, включително и премиер-министърът, са (теоретично) равни. Зад затворените врати на залата министрите могат свободно да обсъждат предложените решения и да изразяват своите мнения по всеки аспект от политиката на кабинета. Когато бъде взето решение, всички индивидуални членове на съвета са обвързани с него и са длъжни да го подкрепят публично. Ако един член на кабинета не е съгласен с определено решение, той трябва да подаде оставка. Обикновено се полагат много усилия за постигането на относителен консенсус по всяко решение. В Министерския съвет съществува процес на гласуване, но той не се използва почти никога.
Кабинетът е колективно отговорен пред парламента и трябва да има неговото доверие. Не е възможно министър да бъде член на парламента, въпреки че много министри се назначават измежду парламента и в резултат трябва да освободят мястото си в парламента. От министри или държавни секретари, които не са подкрепени от парламентарно мнозинство, по конвенция се очаква да подадат оставка.
Като резултат от избирателната система и липсата на доминиращи партии по правило в Нидерландия управляват коалиционни кабинети, съставени от две или три партии.
Понастоящем Нидерландия има 13 министерства:
- Министерство на общите работи
- Министерство на вътрешните работи и кралските отношения
- Министерство на правосъдието
- Министерство на външните работи
- Министерство на отбраната
- Министерство на финансите
- Министерство на икономиката
- Министерство на социалната политика и трудовата заетост
- Министерство на образованието, науката и културата
- Министерство на здравеопазването, благосъстоянието и спорта
- Министерство на жилищното настаняване, пространственото планиране и околната среда
- Министерство на транспорта и управлението на водите
- Министерство на селското стопанство, природата и качеството на храните

### Генерални щати
Законодателната власт в Нидерландия формално е в ръцете както на правителството, така и на Генералните щати, двукамарния парламент. Генералните щати се състоят от две камари — Втора камара (Нидерландия) (Tweede Kamer), която се избира пряко на всеки четири години с пропорционално представителство по партийни списъци и Първа камара (Eerste Kamer), която се избира непряко от Провинциалните щати отново на всеки четири години, веднага след изборите за провинциални съвети чрез пропорционална система. Коалиционните правителства могат да падат, преди да им свърши мандата, предизвиквайки нови избори за Втора камара, но не и за Първа камара.
| Партии                                                                           | Водач на листата         | Гласове   | Места | Гласове % | Места % |
| -------------------------------------------------------------------------------- | ------------------------ | --------- | ----- | --------- | ------- |
| Християнско-демократичен апел (Christen-Democratisch Appèl)                      | Ян Петер Балкененде      | 2 763 480 | 44    | 28,6      | 29,3    |
| Партия на труда (Partij van de Arbeid)                                           | Ваутер Бос               | 2 631 363 | 42    | 27,3      | 28,0    |
| Народна партия за свобода и демокрация (Volkspartij voor Vrijheid en Democratie) | Герит Залм               | 1 728 707 | 28    | 17,9      | 18,7    |
| Социалистическа партия (Socialistische Partij)                                   | Ян Марейнисен            | 609 723   | 9     | 6,3       | 6,0     |
| Списък Пим Фортойн (Lijst Pim Fortuyn)                                           | Мат Хербен               | 549 975   | 8     | 5,7       | 5,3     |
| Зелена левица (GroenLinks)                                                       | Фемке Халсема            | 495 802   | 8     | 5,1       | 5,3     |
| Демократи 66 (Democraten 66)                                                     | Том де Граф              | 393 333   | 6     | 4,1       | 4,0     |
| Християнски съюз (ChristenUnie)                                                  | Андре Раувут             | 204 694   | 3     | 2,1       | 2,0     |
| Политическа реформирана партия (Staatkundig Gereformeerde Partij)                | Бас ван дер Влис         | 150 305   | 2     | 1,6       | 1,3     |
| Total (гласували 80,0 %)                                                         | Total (гласували 80,0 %) | 9 654 475 | 150   | 98,7      | 100,0   |

| Партии                                                                           | Места |
| -------------------------------------------------------------------------------- | ----- |
| Християнско-демократичен апел (Christen-Democratisch Appèl)                      | 23    |
| Партия на труда (Partij van de Arbeid)                                           | 19    |
| Народна партия за свобода и демокрация (Volkspartij voor Vrijheid en Democratie) | 15    |
| Зелена левица (GroenLinks)                                                       | 5     |
| Социалистическа партия (Socialistische Partij)                                   | 4     |
| Демократи 66 (Democraten 66)                                                     | 3     |
| Християнски съюз (ChristenUnie)                                                  | 2     |
| Списък Пим Фортойн (Lijst Pim Fortuyn)                                           | 1     |
| Политическа реформирана партия (Staatkundig Gereformeerde Partij)                | 1     |
| Независима сенатска фракция (Onafhankelijke Senaatsfractie)                      | 1     |
| Общо                                                                             | 75    |

### Политически партии
Системата за пропорционално представителство, съчетана с историческото обществено разделение между католици, протестанти, либерали и социалисти са причина за образуването на т.нар. крайна многопартийна система. Основните политически партии са CDA, PvdA и VVD.
Християнско-демократически апел е вдясно от центъра. Той държи на принципа че дейността на правителството трябва да допълва, а не да измества колективните действия на гражданите. В политическия спектър CDA поставя философията си някъде между „индивидуализма“ на VVD и „етатизма“ на Партията на труда.
Партията на труда (Partij van de Arbeid, PvdA), европейска социалдемократическа партия, е вдясно от центъра. Програмата и е основана на по-голямо социално, политическо и икономическо равенство на всички граждани.
Народната партия за свобода и демокрация (Volkspartij voor Vrijheid en Democratie, VVD) е консервативна либерална партия. Тя отдава голямо значение на частната инициатива и на свободата на индивида в неговите политически, социални и икономически дела.
По-малки партии, представени е парламента, са Социалистическата партия, Списъкът Пим Фортойн, Зелената левица, Д66 и Политическата реформирана партия. Социалистическата партия е най-радикалната лява партия, която произлиза от маоистко отцепване от Комунистическата партия Нидерландия. Списъкът Пим Фортойн е дясна популистка партия. Създадена е от популярния политик Пим Фортойн за изборите през 2002, но самият Фортойн е убит девет дни преди изборите, оставяйки партия без водач. Зелената левица съчетава, както и името показва, зелена (екологистка) с лява позиция. Тя оперира вляво от Партията на труда. Демократи 66 е радикално-демократическа и леяо-либерална партия. Християнския съюз е ортодоксална протестантска партия, която се концентрира предимно върху етични въпроси като съпротива срещу аборта, евтаназията и еднополовия брак. В други области (напр. имиграцията и околната среда), тя е по-често близка до левите партии. Политическата реформирана партия е по-конервативна и от Християнския съюз. Тя вижда правителството като безусловни слуги на Бог и основава политическите си възгледи пряко на Библията.

### Правна система
Съдебната система се състои от 19 окръжни съдилища, пет апелативни съда, два административни съда (Centrale Raad van Beroep и College van beroep voor het bedrijfsleven) и един Върховен съд (Hoge Raad), който има 24 съдии. Всички назначения в съдебната система се извършват от правителството. Съдиите по принцип се назначават доживотно, но на практика се пенсионират на 70 годишна възраст.

### Местно и регионално управление
Регионалното управление в Нидерландия се осъществява чрез дванадесет провинции. Провинциите контролират пространственото планиране, здравеопазването и отдиха. Освен това те надзирават политиката и фонансите на общините и въетите по водата. Провинциите се управляват от назначени от правителството Пълномощник на кралицата и Назначени щати, които се назначават от избраната провинциална законодателна власт, Провинциалните щати.
Местното управление в Нидерландия се осъществява чрез 458 общини. Общините контролират образованието, пространственото планиране и общественото осигуряване, въпреки че главно изпълняват политиката на правителството. Те се управляват от назначени от правителството кмет и членове на градския съвет, които се назначават от избраната общинска законодателна власт, Общинския съвет. Местните партии обикновено се представят много добре на общински избори.
Големите градове Амстердам и Ротердам имат още едно ниво на управление – райони с районни съвети.
Освен това има и съвети по водата, които управляват част от дигите и другите водни съоръжения в страната. Те се избират в непартийни избори и имат властта да облагат населението с данък.

### Социално-икономически съвет
Групите за политически натиск в Нидерландия участват активно в процеса на вземане на политически решения. Те се срещат често под шапката на Социално-икономическия съвет. Социално-икономическият съвет стои също начело на система от браншови организации, саморегулиращи почти всеки сектор на икономиката. Освен това съветът може да консултира правителството. В Социално-икономическия съвет са представени следните организации: профсъюзите FNV, CNV и MHP (професионалисти и мениджъри), организациите на работодатели VNO-NCW, MKB (средни и малки фирми) и LTO (земеделци и градинари). Освен това една трета от членовете на съвета се назначават от правителството. Между тях има както професори по икономика и сродни науки, както и представители на Централното бюро за планиране и Нидерландската банка. В работните групи на съвета са включени и представители на групи за защита на околната среда и потребителите.

## Политическа история
Нидерландия е парламентарна демокрация от 1948 г. и конституционна монархия от 1815 г. Преди това тя е била република от 1581 до 1806 г. и кралство от 1806 до 1810 г. (от 1810 до 1813 г. тя е част от Франция).
Преди 1917 г. в Нидерландия има мажоритарна избирателна система с едномандатни избирателни кръгове и субективно избирателно право (от конституцията от 1814 г.), при което само пълнолетни имотни мъже имат право на глас. Под влияние на увеличаващото се социалистическо движение изискванията постепенно са ограничени и през 1917 г. е въведена сегашната избирателна система на представителна демокрация с универсално избирателно право за мъжете, която през 1918 г. е разширена да включва и жените.
До 1966 г. за нидерландската политика е характерно остълбяването: обществото е разделено на няколко сегмента (стълбове) между които контактите са ограничени с изключение на върховете. Всички тези стълбове си имат свои собствени организации, преди всичко политически партии. Има четири стълба, които дават петте най-важни партии — социалистическата Партия на труда (Нидерландия), консервативно-либералната Народна партия за свобода и демокрация, католическата Католическа народна партия, и две консервативно-протестантски партии — Християнисторически съюз и Антиреволюционна партия. Тъй като нито една партия никога не получава абсолютно мнозинство, тези партии са принудени да работят заедно в коалиционни правителства. Сменят се ляво-центристка, Rooms/Rood (римско/червена), коалиция на Партията на труда, Католическата народна партия, Антиреволюционната пария и Християнисторическия съюз и дясноцентристка коалиция на Народната партия за свобода и демокрация, Католическата народна партия, Антиреволюционната пария и Християнисторическия съюз.
През 60-те години на миналия век започват да се появяват нови нерелигиозни партии, които са популярни предимно сред младите избиратели и са по-слабо релогиозни. Следвоенният бум на бебета се изразява в демографско изместване към по-ниските възрасти. При това възрастта за гласуване е намалена от 23 на 21 години през 1963 г. и след това на 18 години през 1972 г. Най-благополучната нова партия е прогресивната либерална Д66, чиято програма е за демокрация и против остълбяването. След 1966 г. остълбяването започва да се руши и започава период на поларизация и конфликт. Трите християндемократически партии губят много гласове и са принудени да си сътрудничат. През 1977 г. те образуват Християндемократическия апел, който става значителна сила в нидерландската политика, взимайки участие в правителства от 1977 до 1994 г.
Поради издигането на Народната партия за свобода и демокрация и образуването на Християндемократическия апел (и въпреки образуването на нови партии), тези двете и Партията на труда си остават „големите три“ и вниманието на медиите, което преди това е разделено относително равно между партиите, сега се съсредоточава върху трите. През 1990 г. четири малки леви партии също решават да се съюзят в Зелена левица с доста голям успех. От 1994 г. силно лявата Социалистическа партия се издига още повече под лидерството на Ян Марайнисен.
През 1994 г. Християндемократическият апел губи много гласове и за първи път от деветдесет години е образуван кабинет без християндемократическа партия. Той е образуван от Нардодната партия за свобода и демокрация, Д66 и Партията на труда, поставяйки мост между десните и левите, наричан „лилав“, който издържа два мандата. Въпреки че се радва на период на икономическо благополучие, кабинетът губи мнозинството си в изборите от 2002 г. поради издигането на Листата Пим Фортойн, нова политическа партия около ярката фигура на Пим Фортойн, който води кампания за антиимиграционна програма. Фортойн е застрелян една седмица преди изборите. На изборите Листата получава 1/6 от гласовете и влиза във Втората камара с 26 места. Християндемократическият апел, Народната партия за свобода и демокрация и Листата Пим Фортойн образуват кабинет под лидерството на премиер-министъра Ян Петер Балкененде. Той не издържа дълго: само след 87 дни коалицията се разпада в резултат на поредица от конфликти в Листата и между министрите от Листата.
В последвалите избори през януари 2003 г., Листата пада до 8 места във Втората камара. От Хридтияндемократическия апел, Народната партия за свобода и демокрация и Д66 е формиран кабинетът Балкененде II. В разрез с популярното становище кабинетът продължава една амбициозна програма за реформиране на социалната държава, системата на здравеопазване и имиграционната политика. На 1 юни 2005 г. нидерландския електорат гласува в референдум против предложената Конституция на Европейския съюз с мнозинство от 61,6%, три дни след като французите също са гласували против. Като последица от катаклизъм, свързан с процедурата за политическо убежище на Аян Хирси Али, предизвикан от нидерландската имиграционна министърка Рита Вердонк, през юни 2006 г. кабинетът пада. От Християндемократическия апел и Народната партия за свобода и демокрация е сформиран кабинет Балкененде III и са насрочени общи избори за 22 ноември 2006 г.